# Lista odcinków serialu Kamuflaż
Poniżej znajduje się lista odcinków serialu telewizyjnego  Kamuflaż – emitowanego przez amerykańską stację telewizyjną USA Network od 13 lipca 2010 roku do 18 grudnia 2014 roku. Powstało 5 serii składających się łącznie z 76 odcinków. W Polsce serial był dostępny w usłudze Seriale+ od 1 sierpnia 2010 roku. W polskiej telewizji serial jest emitowany od 9 kwietnia 2011 roku przez Canal+ oraz od 2 czerwca 2013 roku przez TVN.

## Przegląd sezonów
| Sezon | Sezon | Odcinki | Premiera sezonu | Finał sezonu      | Premiera         | Finał            | Wydanie DVD  | Wydanie DVD      | Wydanie DVD         |
| Sezon | Sezon | Odcinki | Premiera sezonu | Finał sezonu      | Premiera         | Finał            | Region 1     | Region 2         | Region 4            |
| ----- | ----- | ------- | --------------- | ----------------- | ---------------- | ---------------- | ------------ | ---------------- | ------------------- |
|       | 1     | 11      | 13 lipca 2010   | 14 września 2010  | 1 sierpnia 2010  | 10 września 2010 | 17 maja 2011 | 18 czerwca 2012  | 2 czerwca 2011      |
|       | 2     | 16      | 7 czerwca 2011  | 6 grudnia 2011    | 1 września 2011  | 15 grudnia 2011  | 1 maja 2012  | 17 września 2012 | 3 października 2012 |
|       | 3     | 16      | 10 lipca 2012   | 20 listopada 2012 | 1 września 2012  | 15 grudnia 2012  | 28 maja 2013 | 17 marca 2014    | 5 września 2013     |
|       | 4     | 16      | 16 lipca 2013   | 21 listopada 2013 | 12 kwietnia 2014 | 26 lipca 2014    | 27 maja 2014 | brak danych      | brak danych         |
|       | 5     | 16      | 24 czerwca 2014 | 18 grudnia 2014   | 17 maja 2015     | brak danych      | brak danych  | brak danych      | brak danych         |

### Sezon 1 (2010)
| Nr | #  | Tytuł                            | Polski tytuł | Reżyseria         | Scenariusz                      | Premiera USA Network | Premiera Seriale+    |
| -- | -- | -------------------------------- | ------------ | ----------------- | ------------------------------- | -------------------- | -------------------- |
| 1  | 1  | Pilot / Welcome to the CIA       |              | Tim Matheson      | Matt Corman & Chris Ord         | 13 lipca 2010        | 1 sierpnia 2010      |
| 2  | 2  | Walter's Walk                    |              | Félix Alcalá      | Matt Corman & Chris Ord         | 20 lipca 2010        | 8 sierpnia 2010      |
| 3  | 3  | South Bound Suarez               |              | John Kretchmer    | James Parriott                  | 27 lipca 2010        | 15 sierpnia 2010     |
| 4  | 4  | No Quarter                       |              | Allan Kroeker     | Stephen Hootstein               | 3 sierpnia 2010      | 22 sierpnia 2010     |
| 5  | 5  | In the Light                     |              | Jonathan Glassner | Meredith Lavender & Marcie Ulin | 10 sierpnia 2010     | 29 sierpnia 2010     |
| 6  | 6  | Houses of the Holy               |              | Alex Chapple      | Dana Calvo                      | 17 sierpnia 2010     | 5 września 2010      |
| 7  | 7  | Communication Breakdown          |              | Kate Woods        | Matthew Lau                     | 24 sierpnia 2010     | 12 września 2010     |
| 8  | 8  | What Is and What Should Never Be |              | Rod Hardy         | Brett Conrad                    | 31 sierpnia 2010     | 19 września 2010     |
| 9  | 9  | Fool in the Rain                 |              | Vincent Misiano   | Stephen Hootstein               | 7 września 2010      | 26 września 2010     |
| 10 | 10 | I Can't Quit You Baby            |              | Ken Girotti       | James Parriott                  | 14 września 2010     | 3 października 2010  |
| 11 | 11 | When the Levee Breaks            |              | Allan Kroeker     | Matt Corman & Chris Ord         | 7 września 2010      | 10 października 2010 |

### Sezon 2 (2011)
| Nr | #  | TytułTytuł                     | Polski tytuł              | Reżyseria          | Scenariusz              | Premiera USA Network | Premiera Seriale+    |
| -- | -- | ------------------------------ | ------------------------- | ------------------ | ----------------------- | -------------------- | -------------------- |
| 12 | 1  | Begin the Begin                | Zacznijmy od początku     | Kate Woods         | Matt Corman & Chris Ord | 7 czerwca 2011       | 1 września 2011      |
| 13 | 2  | Good Advices                   | Dobre rady                | Ken Girotti        | Stephen Hootstein       | 14 czerwca 2011      | 8 września 2011      |
| 14 | 3  | Bang and Blame                 | Cios i wina               | Allan Kroeker      | Erica Shelton           | 21 czerwca 2011      | 15 września 2011     |
| 15 | 4  | All the Right Friends          | Prawdziwi przyjaciele     | Stephen Kay        | Norman Morrill          | 28 czerwca 2011      | 22 września 2011     |
| 16 | 5  | Around the Sun                 | Wokół Słońca              | Félix Alcalá       | Dana Calvo              | 5 lipca 2011         | 29 września 2011     |
| 17 | 6  | The Outsiders                  | Outsiderki                | Marc Roskin        | Julia Ruchman           | 12 lipca 2011        | 6 października 2011  |
| 18 | 7  | Half a World Away              | Na drugim końcu świata    | Félix Alcalá       | Julia Ruchman           | 19 lipca 2011        | 13 października 2011 |
| 19 | 8  | Welcome to the Occupation      | Witamy zakładników        | John Fawcett       | Zak Schwartz            | 26 lipca 2011        | 20 października 2011 |
| 20 | 9  | Sad Professor                  | Smutny profesor           | J. Miller Tobin    | Alex Berger             | 2 sierpnia 2011      | 27 października 2011 |
| 21 | 10 | World Leader Pretend           | Fałszywy przywódca świata | Kate Woods         | Matt Corman & Chris Ord | 9 sierpnia 2011      | 3 listopada 2011     |
| 22 | 11 | The Wake-Up Bomb               | Bomba na dzień dobry      | Stephen Kay        | Stephen Hootstein       | 1 listopada 2011     | 10 listopada 2011    |
| 23 | 12 | Uberlin                        | Berlin                    | Jonathan Glassner  | Erica Shelton           | 8 listopada 2011     | 17 listopada 2011    |
| 24 | 13 | A Girl Like You                | Dziewczyna jak ty         | Stephen Kay        | Norman Morrill          | 15 listopada 2011    | 24 listopada 2011    |
| 25 | 14 | Horse to Water                 | Napoić konie              | Rosemary Rodriguez | Alex Berger             | 22 listopada 2011    | 1 grudnia 2011       |
| 26 | 15 | What's the Frequency, Kenneth? | Co słychać, Kenneth?      | Omar Madha         | Donald Joh              | 29 listopada 2011    | 8 grudnia 2011       |
| 27 | 16 | Letter Never Sent              | Niewysłany list           | Allan Kroeker      | Matt Corman & Chris Ord | 6 grudnia 2011       | 15 grudnia 2011      |

### Sezon 3 (2012)
| Nr | #  | Tytuł                             | Polski tytuł | Reżyseria          | Scenariusz              | Premiera USA Network | Premiera Seriale+    |
| -- | -- | --------------------------------- | ------------ | ------------------ | ----------------------- | -------------------- | -------------------- |
| 28 | 1  | Hang on to Yourself               |              | Allan Kroeker      | Matt Corman & Chris Ord | 10 lipca 2012        | 1 września 2012      |
| 29 | 2  | Sound and Vision                  |              | Stephen Kay        | Stephen Hootstein       | 17 lipca 2012        | 8 września 2012      |
| 30 | 3  | The Last Thing You Should Do      |              | Félix Alcalá       | Norman Morrill          | 24 lipca 2012        | 15 września 2012     |
| 31 | 4  | Speed of Life                     |              | Michael Smith      | Erica Shelton           | 31 lipca 2012        | 22 września 2012     |
| 32 | 5  | This Is Not America               |              | Allan Kroeker      | Julia Ruchman           | 14 sierpnia 2012     | 29 września 2012     |
| 33 | 6  | Hello Stranger                    |              | Elodie Keene       | Steve Harper            | 21 sierpnia 2012     | 6 października 2012  |
| 34 | 7  | Loving the Alien                  |              | J. Miller Tobin    | Alex Berger             | 28 sierpnia 2012     | 13 października 2012 |
| 35 | 8  | Glass Spider                      |              | Stephen Kay        | Zak Schwartz            | 4 września 2012      | 20 października 2012 |
| 36 | 9  | Suffragette City                  |              | Félix Alcalá       | Tamara Becher           | 11 września 2012     | 27 października 2012 |
| 37 | 10 | Let's Dance                       |              | Andrew Bernstein   | Matt Corman & Chris Ord | 18 września 2012     | 3 listopada 2012     |
| 38 | 11 | Rock 'n' Roll Suicide             |              | Stephen Kay        | Stephen Hootstein       | 16 października 2012 | 10 listopada 2012    |
| 39 | 12 | Wishful Beginnings                |              | Tawnia McKiernan   | Julia Ruchman           | 23 października 2012 | 17 listopada 2012    |
| 40 | 13 | Man in the Middle                 |              | Christopher Gorham | Alex Berger             | 30 października 2012 | 24 listopada 2012    |
| 41 | 14 | Scary Monsters (and Super Creeps) |              | Emile Levisetti    | Tamara Becher           | 6 listopada 2012     | 1 grudnia 2012       |
| 42 | 15 | Quicksand                         |              | Jamie Barber       | Zak Schwartz            | 13 listopada 2012    | 8 grudnia 2012       |
| 43 | 16 | Lady Stardust                     |              | Renny Harlin       | Matt Corman & Chris Ord | 20 listopada 2012    | 15 grudnia 2012      |

### Sezon 4 (2013)
| Nr | #  | Tytuł                     | Polski tytuł | Reżyseria          | Scenariusz                               | Premiera USA Network | Premiera Canal+ Polska |
| -- | -- | ------------------------- | ------------ | ------------------ | ---------------------------------------- | -------------------- | ---------------------- |
| 44 | 1  | Vamos                     |              | Stephen Kay        | Matt Corman & Chris Ord                  | 16 lipca 2013        | 12 kwietnia 2014       |
| 45 | 2  | Dig For Fire              |              | Félix Alcalá       | Stephen Hootstein                        | 23 lipca 2013        | 19 kwietnia 2014       |
| 46 | 3  | Into the White            |              | Stephen Kay        | Julia Ruchman                            | 30 lipca 2013        | 26 kwietnia 2014       |
| 47 | 4  | Rock A My Soul            |              | Félix Alcalá       | Thania St. John                          | 6 sierpnia 2013      | 3 maja 2014            |
| 48 | 5  | Here Comes Your Man       |              | Sylvain White      | Hank Chilton                             | 13 sierpnia 2013     | 10 maja 2014           |
| 49 | 6  | Space (I Believe In)      |              | Nick Copus         | Zak Schwartz                             | 20 sierpnia 2013     | 17 maja 2014           |
| 50 | 7  | Crackity Jones            |              | Emile Levisetti    | Tamara Becher-Wilkinson                  | 27 sierpnia 2013     | 24 maja 2014           |
| 51 | 8  | I've Been Waiting for You |              | J. Miller Tobin    | Julia Ruchman                            | 3 września 2013      | 31 maja 2014           |
| 52 | 9  | Hang Wire                 |              | Jamie Barber       | Stephen Hootstein                        | 10 września 2013     | 7 czerwca 2014         |
| 53 | 10 | Levitate Me               |              | Félix Alcalá       | Matt Corman & Chris Ord                  | 17 września 2013     | 14 czerwca 2014        |
| 54 | 11 | Dead                      |              | Christine Moore    | Thania St. John                          | 17 października 2013 | 21 czerwca 2014        |
| 55 | 12 | Something Against You     |              | Larysa Kondrack    | Steve Harper                             | 24 października 2013 | 28 czerwca 2014        |
| 56 | 13 | No. 13 Baby               |              | Roger Kumble       | Hank Chilton                             | 31 października 2013 | 5 lipca 2014           |
| 57 | 14 | River Euphrates           |              | Christopher Gorham | Stephen Hootstein & Julia Ruchman        | 7 listopada 2013     | 12 lipca 2014          |
| 58 | 15 | There Goes My Gun         |              | Stephen Kay        | Tamara Becher-Wilkinson & Zak Schwartz   | 14 listopada 2013    | 19 lipca 2014          |
| 59 | 16 | Trompe Le Monde           |              | Stephen Kay        | Matt Corman, Chris Ord, Lynn Renee Maxcy | 21 listopada 2013    | 26 lipca 2014          |

### Sezon 5 (2014)
| Nr | #  | Tytuł                            | Polski tytuł | Reżyseria          | Scenariusz              | Premiera USA Network | Premiera Canal+ Seriale. |
| -- | -- | -------------------------------- | ------------ | ------------------ | ----------------------- | -------------------- | ------------------------ |
| 60 | 1  | Shady Lane                       |              | Félix Alcalá       | Matt Corman & Chris Ord | 24 czerwca 2014      | 17 maja 2015             |
| 61 | 2  | False Skorpion                   |              | Stephen Kay        | Stephen Hootstein       | 1 lipca 2014         | 17 maja 2015             |
| 62 | 3  | Unseen Power of the Picket Fence |              | Stephen Kay        | Tamara Becher-Wilkinson | 8 lipca 2014         | 24 maja 2015             |
| 63 | 4  | Silence Kit                      |              | Félix Alcalá       | Zak Schwartz            | 15 lipca 2014        | 24 maja 2015             |
| 64 | 5  | Elevate Me Later                 |              | Jamie Barber       | Karen Campbell          | 22 lipca 2014        | 31 maja 2015             |
| 65 | 6  | Embassy Row                      |              | Jamie Barber       | Henry Alonso Myers      | 29 lipca 2014        | 31 maja 2015             |
| 66 | 7  | Brink of the Clouds              |              | Félix Alcalá       | Hayley Tyler            | 5 sierpnia 2014      | 7 czerwca 2015           |
| 67 | 8  | Grounded                         |              | Larysa Kondracki   | Hank Chilton            | 12 sierpnia 2014     | 7 czerwca 2015           |
| 68 | 9  | Spit on a Stranger               |              | Emile Levisetti    | Joseph Sousa            | 19 sierpnia 2014     | 14 czerwca 2015          |
| 69 | 10 | Sensitive Euro Man               |              | Larysa Kondracki   | Tamara Becher-Wilkinson | 26 sierpnia 2014     | 14 czerwca 2015          |
| 70 | 11 | Trigger Cut                      |              | Stephen Kay        | Stephen Hootstein       | 6 listopada 2014     | 21 czerwca 2015          |
| 71 | 12 | Starlings of the Slipstream      |              | Christopher Gorham | Karen Campbell          | 13 listopada 2014    | 21 czerwca 2015          |
| 72 | 13 | She Believes                     |              | Christine Moore    | Hayley Tyler            | 20 listopada 2014    | 28 czerwca 2015          |
| 73 | 14 | Transport is Arranged            |              | Emile Levisetti    | Henry Alonso Myers      | 4 grudnia 2014       | 28 czerwca 2015          |
| 74 | 15 | Frontwards                       |              | Stephen Kay        | Stephen Hootstein       | 11 grudnia 2014      |                          |
| 75 | 16 | Gold Soundz                      |              | Stephen Kay        | Matt Corman, Chris Ord  | 18 grudnia 2014      |                          |